# Ozero Beloje (sjö i Belarus, Vitsebsks voblast, lat 55,39, long 28,42)
Ozero Beloje (ryska: Озеро Белое) är en sjö i Belarus.   Den ligger i voblasten Vitsebsks voblast, i den norra delen av landet, 170 km norr om huvudstaden Minsk. Ozero Beloje ligger 135 meter över havet. Arean är 0,25 kvadratkilometer. Den sträcker sig 0,9 kilometer i nord-sydlig riktning, och 0,5 kilometer i öst-västlig riktning.
Omgivningarna runt Ozero Beloje är en mosaik av jordbruksmark och naturlig växtlighet. Runt Ozero Beloje är det ganska tätbefolkat, med 72 invånare per kvadratkilometer.